# Verzorgingsplaats Hoogvonderen
Verzorgingsplaats Hoogvonderen is een Nederlandse verzorgingsplaats aan de A73 Nijmegen-Maasbracht nabij Roermond. De verzorgingsplaats herbergt een tankstation.
De naam is dezelfde als die van de naburige woonwijk Hoogvonderen van Roermond.
Bij de verzorgingsplaats ligt een tankstation van TotalEnergies. Dit tankstation heeft zijn deuren op 20 juni 2011 geopend. De aangrenzende parkeerplaatsen waren al sinds een jaar bereikbaar.
Aan de andere kant van de snelweg ligt verzorgingsplaats Spik.
Richting Maasbracht: Lokkant · De Wuust · Hoogvonderen
Richting Ewijk: Spik · Romeinse Put · Hondsiep